# Future Politics
Future Politics é o terceiro álbum de estúdio da banda canadense New wave Austra. O seu lançamento ocorreu em 20 de janeiro de 2017, através da gravadora Domino Recording Company ao redor do mundo e através da Pink Fizz Records no Canadá. O conceito total do álbum foi inspirado e retirado de várias situações: no tempo em que a vocalista Katie Stelmanis passou em Montreal e na Cidade do México, em E. E. Cummings, Massive Attack, no aceleracionismo, e em Judith Butler. A arte da capa foi fotografada na Cuadra San Cristóbal, um projeto de edifícios do arquiteto Luis Barragán, situado na Cidade do México.

## Lista de faixas
Todas as faixas escritas e compostas por Katie Stelmanis. 
| N.º | Título                                   | Duração |  |
| 1.  | "We Were Alive"                          | 4:35    |  |
| 2.  | "Future Politics"                        | 4:09    |  |
| 3.  | "Utopia"                                 | 4:03    |  |
| 4.  | "I'm a Monster"                          | 4:38    |  |
| 5.  | "I Love You More than You Love Yourself" | 4:58    |  |
| 6.  | "Angel in Your Eye"                      | 3:14    |  |
| 7.  | "Freepower"                              | 5:09    |  |
| 8.  | "Gaia"                                   | 3:08    |  |
| 9.  | "Beyond a Mortal"                        | 5:45    |  |
| 10. | "Deep Thought"                           | 1:09    |  |
| 11. | "43"                                     | 4:28    |  |

## Tabelas musicais
| Tabela (2017)                                 | Posição |
| --------------------------------------------- | ------- |
| Áustria (Ö3 Austria Top 40)                   | 36      |
| Bélgica (Ultratop Flandres)                   | 98      |
| Bélgica (Ultratop Valônia)                    | 180     |
| Alemanha (Offizielle Deutsche Charts)         | 61      |
| Suíça (Schweizer Hitparade)                   | 46      |
| Reino Unido (UK Dance Albums Chart)           | 12      |
| Reino Unido (UK Independent Albums Chart)     | 29      |
| Estados Unidos (Billboard Top Heatseekers)    | 7       |
| Estados Unidos (Billboard Independent Albums) | 27      |
| Estados Unidos (Dance/Electronic Albums)      | 19      |